# Leichtathletik-Europameisterschaften 1982/100 m Hürden der Frauen

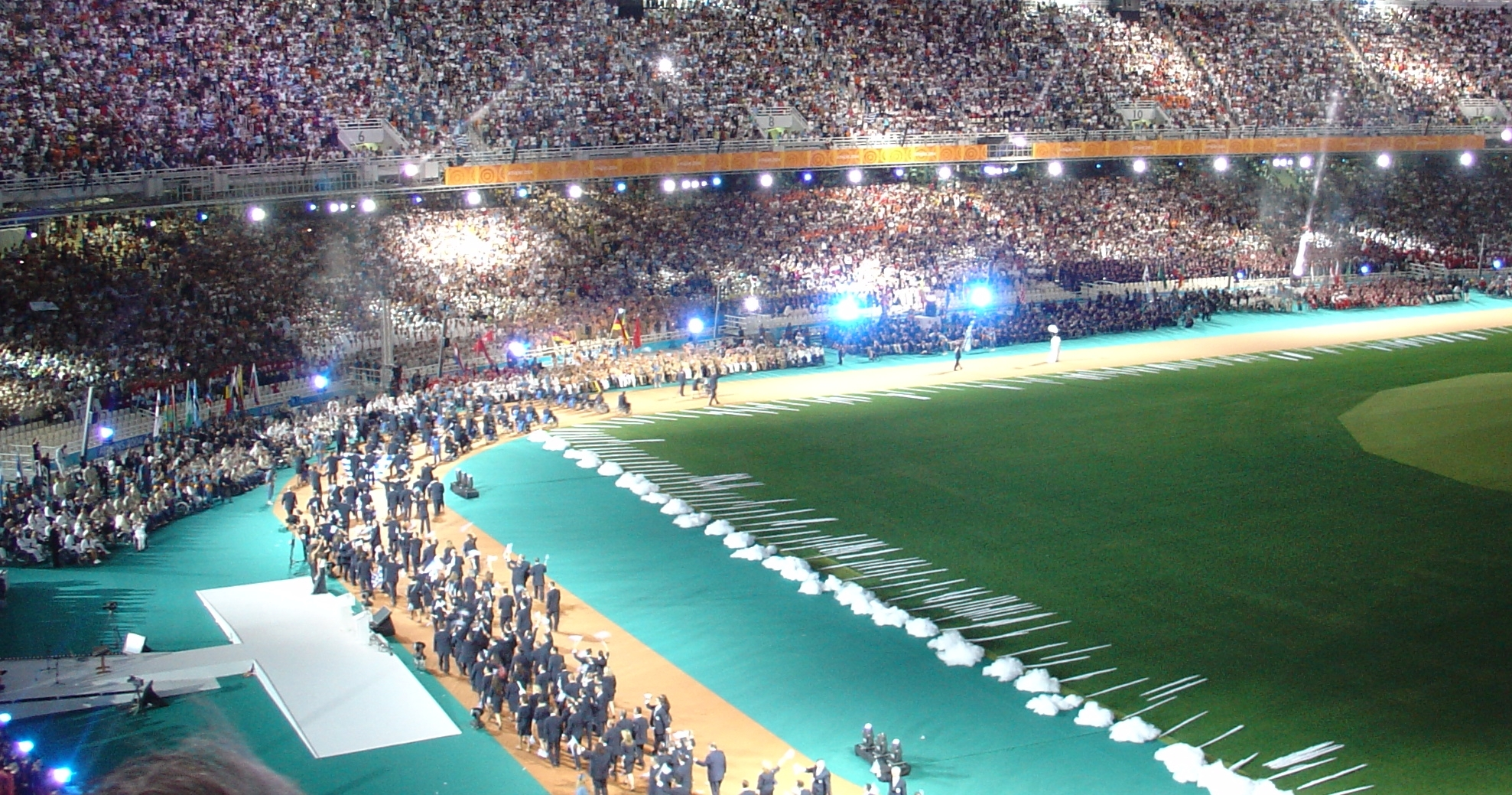
Das Athener Olympiastadion bei der Eröffnung der Paralympics 2004

Der 100-Meter-Hürdenlauf der Frauen bei den Leichtathletik-Europameisterschaften 1982 wurde am 7. und 9. September 1982 im Olympiastadion von Athen ausgetragen.
Europameisterin wurde die Polin Lucyna Kałek, die 1980 unter ihrem Namen Lucyna Langer Olympiadritte geworden war. Sie gewann vor der Bulgarin Jordanka Donkowa. Bronze ging an die DDR-Athletin Kerstin Knabe, 1980 Olympiavierte unter ihrem Namen Kerstin Claus.

## Rekorde

### Bestehende Rekorde
| Weltrekord           | 12,36 s | Grażyna Rabsztyn | Warschau, Polen           | 13. Juni 1980   |
| Europarekord         | 12,36 s | Grażyna Rabsztyn | Warschau, Polen           | 13. Juni 1980   |
| Meisterschaftsrekord | 12,60 s | Grażyna Rabsztyn | EM Prag, Tschechoslowakei | 31. August 1978 |

### Rekordverbesserung / -egalisierung
Der bestehende EM-Rekord wurde zunächst um fünfzehn Hundertstelsekunden gesteigert und später noch einmal egalisiert:
- 12,45 s (Verbesserung) – Lucyna Kałek (Polen), Halbfinale am 7. September (Rückenwind: 1,5 m/s)
- 12,45 s (Egalisierung) – Lucyna Kałek (Polen), Finale am 9. September (Rückenwind: 0,4 m/s)

## Legende
Kurze Übersicht zur Bedeutung der Symbolik – so üblicherweise auch in sonstigen Veröffentlichungen verwendet:
| CR | Championshiprekord |
| e  | egalisiert         |

## Vorrunde
7. September 1982
Die Vorrunde wurde in zwei Läufen durchgeführt. Mit sechzehn Läuferinnen war die Zahl der Teilnehmerinnen so gering, dass keine Zwischenrunde notwendig war. Von den Vorläufen aus ging es direkt ins Finale, für das sich die ersten vier Athletinnen pro Lauf – hellblau unterlegt – qualifizierten.

### Vorlauf 1

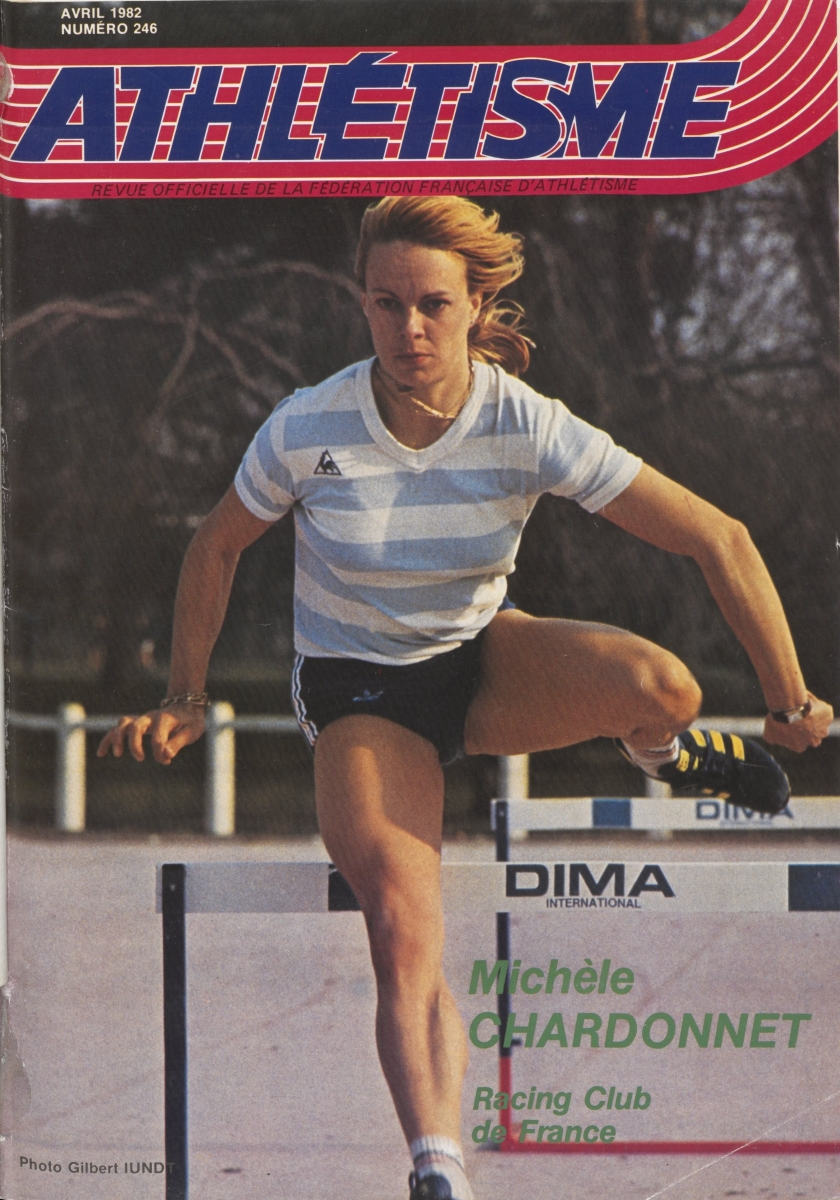
Als Fünfte ihres Rennens verpasste Michèle Chardonnet das Finale um einen Rang

Wind: +1,5 m/s
| Platz | Name                 | Nation       | Zeit (s) |
| ----- | -------------------- | ------------ | -------- |
| 1     | Lucyna Kałek         | Polen        | 12,45 CR |
| 2     | Bettine Gärtz        | DDR          | 12,60    |
| 3     | Ginka Sagortschewa   | Bulgarien    | 12,84    |
| 4     | Maria Merciuc        | Sowjetunion  | 12,91    |
| 5     | Michèle Chardonnet   | Frankreich   | 13,28    |
| 6     | Marie-Noëlle Savigny | Frankreich   | 13,36    |
| 7     | Hilde Fredriksen     | Norwegen     | 13,55    |
| 8     | Elisavet Pantazi     | Griechenland | 13,71    |

### Vorlauf 2

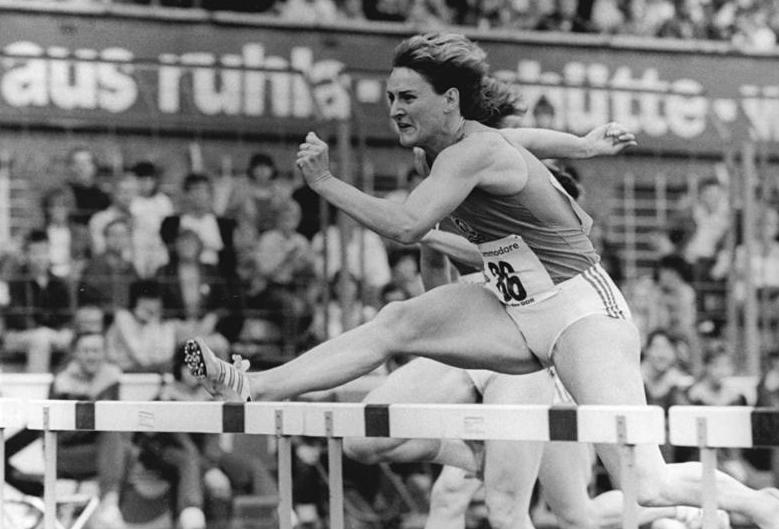
Cornelia Riefstahl, spätere Cornelia Oschkenat, fehlten sieben Hundertstelsekunden, um mit zwei Rängen weiter vorne das Finale zu erreichen

Wind: +0,6 m/s
| Platz | Name               | Nation         | Zeit (s) |
| ----- | ------------------ | -------------- | -------- |
| 1     | Jordanka Donkowa   | Bulgarien      | 12,60    |
| 2     | Kerstin Knabe      | DDR            | 12,65    |
| 3     | Tatjana Anissimowa | Sowjetunion    | 12,90    |
| 4     | Wera Komissowa     | Sowjetunion    | 13,00    |
| 5     | Laurence Elloy     | Frankreich     | 13,07    |
| 6     | Cornelia Riefstahl | DDR            | 13,07    |
| 7     | Shirley Strong     | Großbritannien | 13,24    |
| 8     | Ann Axelsson       | Schweden       | 14,24    |

## Finale

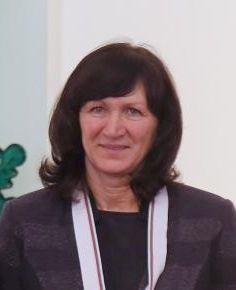
Vizeeuropameisterin Jordanka Donkowa (Foto: 2013) – spätere Europameisterin (1986) und Olympiasiegerin (1988)
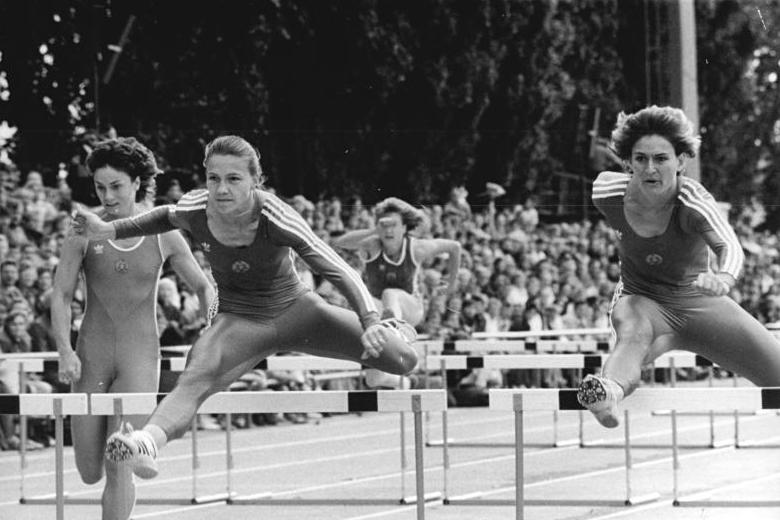
Bronzemedaillengewinnerin Kerstin Knabe (rechts), frühere Kerstin Claus – im Jahr darauf Vizeweltmeisterin
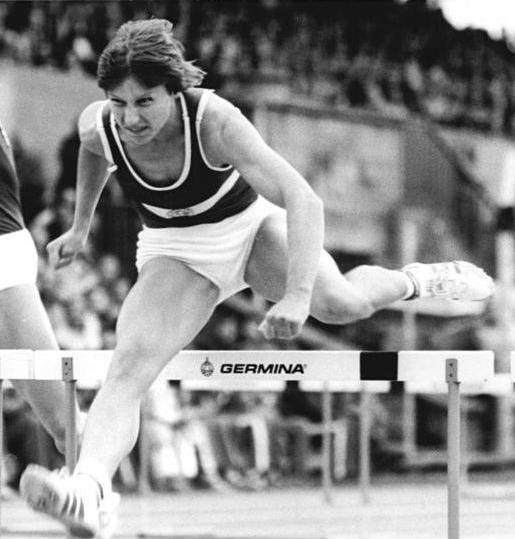
Bettine Jahn kam auf den vierten Platz, 1980 wurde sie als Bettine Gärtz Olympiasiebte

9. September 1982
Wind: +0,4 m/s
| Platz | Name               | Nation      | Zeit (s)  |
| ----- | ------------------ | ----------- | --------- |
| 1     | Lucyna Kałek       | Polen       | 12,45 CRe |
| 2     | Jordanka Donkowa   | Bulgarien   | 12,54     |
| 3     | Kerstin Knabe      | DDR         | 12,54     |
| 4     | Bettine Gärtz      | DDR         | 12,55     |
| 5     | Maria Merciuc      | Sowjetunion | 12,85     |
| 6     | Wera Komissowa     | Sowjetunion | 12,92     |
| 7     | Tatjana Anissimowa | Sowjetunion | 13,06     |
| 8     | Ginka Sagortschewa | Bulgarien   | 13,14     |